# Vernon Dvorak
Vernon F. Dvorak (Iowa, 15 de novembro de 1928 -  19 de setembro de 2022, Ojai, Califórnia) é um meteorologista norte-americano aposentado. 

## Vida
Ele estudou meteorologia na Universidade da Califórnia, Los Angeles e em 1966 escreveu a sua tese de mestrado Uma investigação do regime de inversão-nuvem sobre o águas subtropicais oeste da Califórnia. Em 1973, ele desenvolveu a técnica Dvorak para analisar ciclones tropicais a partir de imagens de satélite. Ele trabalhou com o Serviço Nacional de Satélite, Dados e Informações Ambientais. Dvorak foi agraciado com o prêmio de Serviço Meritório do Departamento de Comércio dos Estados Unidos e em 2002 ele recebeu o Prêmio de Realização de Vida Especial da National Weather Association. Ele agora mora em Ojai, Califórnia.

## Publicações selecionadas
- Dvorak, Vernon F. (1973). A technique for the analysis and forecasting of tropical cyclone intensities from satellite pictures (Relatório técnico). NOAA Technical Memorandum NESS. 45
- Dvorak, Vernon F. (1984). Tropical cyclone intensity analysis using satellite data (Relatório técnico). NOAA Technical Memorandum NESDIS. 11
- Jixi, Jiang; Dvorak, Vernon F. (1987). Tropical cyclone center locations from enhanced infrared satellite imagery (Relatório técnico). NOAA Technical Memorandum NESDIS. 18
- Dvorak, Vernon F.; Mogil, H. Michael (1994). Tropical cyclone motion forecasting using satellite water vapor imagery (Relatório técnico). NOAA Technical Memorandum NESDIS. 83